# Lijst van voetbalinterlands Servië - Turkije
Deze lijst van voetbalinterlands is een overzicht van alle officiële voetbalwedstrijden tussen de nationale teams van Servië en Turkije. De landen speelden tot op heden twee keer tegen elkaar. De eerste ontmoeting, een groepswedstrijd tijdens de UEFA Nations League 2020/21, werd gespeeld in Belgrado op 6 september 2020. Het laatste duel, de returnwedstrijd in dezelfde competitie, vond plaats op 14 oktober 2020 in Istanboel.

## Wedstrijden
| № | Plaats    | Datum            | Competitie                  | Wedstrijd        | Uitslag |
| - | --------- | ---------------- | --------------------------- | ---------------- | ------- |
| 1 | Belgrado  | 6 september 2020 | UEFA Nations League 2020/21 | Servië – Turkije | 0 – 0   |
| 2 | Istanboel | 14 oktober 2020  | UEFA Nations League 2020/21 | Turkije – Servië | 2 – 2   |

## Samenvatting
| Competitie          | Totaal gespeeld | Winst Servië | Gelijk | Winst Turkije | Doelsaldo Servië – Turkije |
| ------------------- | --------------- | ------------ | ------ | ------------- | -------------------------- |
| UEFA Nations League | 2               | 0            | 2      | 0             | 2 − 2                      |
| Totaal              | 2               | 0            | 2      | 0             | 2 − 2                      |